# Partikelnormal
|                                       | Dieser Artikel wurde im Portal Technik zur Verbesserung eingetragen. Hilf mit, ihn zu bearbeiten, und beteilige dich an der Diskussion! |
| Vorlage:Portalhinweis/Wartung/Technik | |

Ein Partikelnormal ist ein Gegenstand, der absichtlich mit einer bestimmten Anzahl und Größenverteilung von metallischen Partikeln verunreinigt wurde. Er wird benutzt, um Sauberkeitsstandards in der Technik („Technischen Sauberkeit“) zu überprüfen, zum Beispiel nach den Vorgaben der VDA 19 oder ISO 16 232. Das Partikelnormal dient also dazu, Prüfungen der technischen Sauberkeit gezielt und vergleichbar durchzuführen.

## Beschreibung
Grundsätzlich unterscheidet man zwei Arten von Partikelnormalen. Zum einen das Partikelnormal für die Mikroskopie, bei dem die Partikel nur aufgedruckt sind. Es dient ausschließlich der Qualifizierung des Messsystems. Zum anderen das Partikelnormal bei dem echte Partikel aufgebracht sind, die sich während der Extraktion einer Sauberkeitsprüfung vom Partikelnormal ablösen und auf diese Weise in den Prozess der Sauberkeitsuntersuchung gelangen. Ein solches Partikelnormal wird unter anderem für die Ermittlung der Wiederfindungsrate von Testpartikeln gemäß „VDA 19, Teil 1, Prüfung der Technischen Sauberkeit – Partikelverunreinigung funktionsrelevanter Automobilteile“ eingesetzt. Für die Qualifizierung einer Sauberkeitsuntersuchung sind in der Regel die vier folgenden Schritte erforderlich:
1. Blindwertermittlung,
2. Partikelnormal zur Ermittlung der Wiederfindungsrate von Testpartikeln,
3. Abklinguntersuchung,
4. Mikroskopie-Partikelnormal.

Durch falsches Handling oder einen Fehler in der Extraktionseinheit können bei der Durchführung von Sauberkeitsuntersuchungen oftmals unbemerkt viele für das Ergebnis relevante Partikel verloren gehen. Die Blindwertermittlung gibt Auskunft darüber, inwieweit das Ergebnis einer Sauberkeitsuntersuchung durch nicht relevante, von außen zugeführte Partikel verfälscht wird. Das Partikelnormal zur Ermittlung der Wiederfindungsrate von Testpartikeln gibt dem gegenüber eine Auskunft darüber, ob alle Ergebnisrelevanten Partikel, die von dem zu prüfenden Bauteil stammen, vollständig erfasst werden.
Damit ermöglicht das Partikelnormal die Qualifizierung des gesamten Prozessablaufs einer Sauberkeitsuntersuchung von der Extraktion über die Nachspülprozedur, die Trocknung der Filter, das Handling bis hin zur mikroskopischen Auswertung. Dabei gibt es zwei Anwendungsmöglichkeiten: a) Ermittlung der Wiederfindungsrate mit Hilfe von definiert hergestellten Testpartikeln (Normpartikeln), welche sich auf dem Partikelnormal befinden, b) Ermittlung der Wiederfindungsrate mit Hilfe von Firmeninternen Partikeln, die z. B. aus einem rückgespülten Gewebefilter stammen. Bei der Anwendung eines Partikelnormals, welches mit definiert hergestellten Testpartikeln belegt ist, muss die Wiederfindungsrate bei 100 % liegen. Dies ermöglicht eine eindeutige Qualifizierung. Bei der Verwendung von firmeninternen Hauspartikeln kann die Wiederfindungsrate variieren. Dadurch ist die Qualifizierung kaum reproduzierbar. Durch die Abklinguntersuchung kann sichergestellt werden, ob die gewählten Extraktionsparameter für ein spezifisches Bauteil geeignet sind und das Mikroskopie-Partikelnormal ermöglicht letztendlich eine Aussage über die Fähigkeit des Messmikroskops.

## Geschichte
Das Partikelnormal für die Qualifizierung von Sauberkeitsuntersuchungen wurde im Jahr 2012 von einer eigens dafür gegründeten Gesellschaft entwickelt. Der Grund für die Entwicklung des Partikelnormals waren die seinerzeit nicht zielführenden Abweichungen der Ergebnisse von Sauberkeitsuntersuchungen in voneinander unabhängigen Sauberkeitslaboratorien. Es gab bis dahin keinen Standard für die Prozedur bzw. für die technische Überwachung der für die Durchführung einer Sauberkeitsuntersuchung notwendigen Gerätschaften.
Mit der Überarbeitung der VDA 19 ab dem Jahr 2013, wurde das Partikelnormal, bzw. dessen Anwendung unter der Bezeichnung „Wiederfindung von Testpartikeln“ mit in die VDA 19 aufgenommen.
Im Jahr 2014 wurde das Partikelnormal mit dem ersten Platz des Fraunhofer Reinheitstechnikpreises „Clean2014“ ausgezeichnet. Durch die damit erlangte Publizierung stieg die Zahl der Anwender sprunghaft an. Heute ist das Partikelnormal fester Bestandteil bei der Qualifizierung von Sauberkeitsuntersuchungen in vielen Sauberkeitslaboratorien. Einmal jährlich wird ein Ringversuch zur Ermittlung der Wiederfindungsrate von Testpartikeln mit Hilfe des Partikelnormals durchgeführt. Unter den Teilnehmern sind nahezu alle deutschen und mittlerweile auch internationale Automobilhersteller und deren Lieferanten vertreten.